# Quo vadis ? (film, 1913)
Pour les articles homonymes, voir Quo vadis.
Pour plus de détails, voir Fiche technique et Distribution.
Quo vadis ? est un film italien réalisé par Enrico Guazzoni, sorti en 1913.
Il s'agit de la troisième adaptation du roman du même nom de Henryk Sienkiewicz, qui valut à son auteur le prix Nobel de littérature en 1905. Projeté le 21 avril 1913 à l'Astor Theatre (en) à New York, le film est alors le plus long métrage (9 bobines) jamais présenté aux États-Unis. Avant Cabiria, Quo vadis ? jette les principes du film historique à grand spectacle et impose les films de long métrage, ce qui en fait le premier des films modernes. Le film met par ailleurs l'Antiquité au goût du jour et l'on voit fleurir dans les mois qui suivent plusieurs adaptations du roman Les Derniers Jours de Pompéi d'Edward Bulwer-Lytton, un Marc-Antoine et Cléopâtre du même Enrico Guazzoni ou encore un Néron et Agrippine de Mario Caserini.

## Synopsis
Quo vadis ? dépeint les persécutions que les chrétiens subissent sous l'empereur Néron au Ier siècle, après le grand incendie de Rome, en racontant l'histoire de l'amour entre un patricien, Marcus Vinicius, et une jeune femme chrétienne, Lygie. Elle est sauvée de la mort dans l'arène et épouse Vinicius. 
Le titre évoque la question qu'aurait posée Saint Pierre fuyant Rome et rencontrant Jésus-Christ portant sa croix : « Quo vadis, Domine ? » (« Où vas-tu, Seigneur ? »). Les sources documentaires du film se retrouvent dans les actes de Pierre et dans le roman homonyme de Henryk Sienkiewicz.

## Fiche technique
- Titre : Quo vadis ?
- Réalisation : Enrico Guazzoni
- Scénario : Enrico Guazzoni d'après le roman éponyme de Henryk Sienkiewicz
- Photographie : Eugenio Bava et Alessandro Bona
- Montage : Enrico Guazzoni
- Décors : Camillo Innocenti et Enrico Guazzoni
- Société de production : Società Italiana Cines
- Pays de production :  Royaume d'Italie
- Format : noir et blanc - film muet
- Genre : Péplum, film historique
- Durée : 2250 mètres. 120 minutes (2 h 0)
- Dates de sortie :
  - Royaume d'Italie : 1913
  - États-Unis : 21 avril 1913 (New York)
  - France : 9 mai 1913

## Distribution
- Amleto Novelli : Vinicius
- Gustavo Serena : Pétrone
- Amelia Cattaneo : Eunice
- Carlo Cattaneo : Néron
- Lea Giunchi : Lygia
- Augusto Mastripietri : Chilo
- Bruto Castellani : Ursus
- Cesare Moltini : Tigellinus
- Lia Orlandini

## Distribution et tournage
Enrico Guazzoni, en tant qu'ancien peintre, dessinateur et architecte, conçoit et construit les plateaux dont il a besoin. Il est ainsi crédité, outre son rôle de scénariste et réalisateur, comme directeur artistique, costumier et monteur. La photographie est assurée par Eugenio Bava (le père du futur Mario) qui sera appelé pour Cabiria de Giovanni Pastrone l'année suivante. Le rôle principal est tenu par Amleto Novelli, venant du théâtre, qui jouera dans plus d'une centaine de films durant sa carrière (relativement brève puisqu'il meurt à 38 ans). Pétrone est interprété par Gustavo Serena qui jouera et réalisera de nombreux films ; le rôle d'Ursus colla tellement à la peau de son acteur Bruto Castellani qu'il reprit le rôle dans la version de 1924 et dans d'autres films tels que Ursus de Pio Vanzi. Le personnage d'Ursus déclina dans de nombreux films au cinéma comme dans La Vengeance d'Ursus de Luigi Capuano en 1961 ou Ursus le rebelle de Domenico Paolella en 1962.
Le film a necessité plusieurs mois de tournage et un gros investissement de la société productrice, la Società Italiana Cines. On parle d'un budget de 500 000 lires, avec notamment un budget pour louer une vingtaine de lions pour les séquences d'arènes.

## Réception
Le film est un succès mondial. Lors de la première à New York, les spectateurs sont particulièrement impressionnés par les plans de foule, où la figuration est nombreuse. Compte tenu de la durée et du budget du film, le prix des places est à la hauteur, avec une place à un dollar à New York au lieu des 25 cents habituels. Le film rapporte dix à vingt fois sa mise,. Il engendrera plusieurs remakes dont celui de Gabriellino D'Annunzio et Georg Jacoby en 1924, sous le même titre, ou celui de Mervyn LeRoy en 1951.
Pour Georges Sadoul : « Incendie de Rome, chrétiens jetés aux lions, torches humaines dans les jardins impériaux, banquets romains, rien ne fut ménagé. Un Néron cauteleux, un Pétrone couronné de roses qui s'ouvrait les veines dans un bain furent universellement admirés et le film fut partout salué comme une grande œuvre d'art. Il était à la mesure exacte du livre de Sienkiewicz ».
Pour René Jeanne et Charles Ford « ...Quo vadis fera plus pour le cinéma italien que L'Assassinat du duc de Guise n'avait fait pour le cinéma français, justifiant les ambitions des producteurs et frappant les spectateurs par des effets de foule comme on n'en avait encore jamais vu. L'interprétation fut unanimement appréciée et mit en valeur un excellent acteur de théâtre, Amleto Novelli, dont ce furent les débuts d'une brillante carrière à l'écran. »
Le sculpteur Auguste Rodin déclara que c'était un chef-d'œuvre. Pour Bardèche et Brasillach, « le Quo vadis de Guazzoni avait gagné la partie par l'abondance de la figuration, le réalisme du décor, et la beauté des spectacles déclamatoires qu'il offrait. »
On remarqua dans une brillante interprétation, le Pétrone raffiné et cauteleux de Gustavo Serena et l'athlétique Ursus de Bruto Castellani, qui fut félicité de ses exploits par le roi d'Angleterre. Le film fut en effet projeté au Royal Albert Hall à Londres en présence du roi George V et de la Reine.